# ديفيد بوتشر
ديفيد بوتشر (2 أكتوبر 1969 في المملكة المتحدة - ) (بالإنجليزية: David Butcher)‏ هو لاعب كريكت بريطاني. لعب مع Devon County Cricket Club ‏.

## وصلات خارجية
- ديفيد بوتشر على موقع إي آس بي آن كريك إنفو (الإنجليزية)